# Sarah Hughes
Sarah Hughes (Great Neck Plaza, estado de Nueva York, 2 de mayo de 1985) es una patinadora artística estadounidense, campeona olímpica de Salt Lake City 2002 en patinaje artístico individual femenino. Fue también medallista de bronce mundial en 2001.